# La vida en un bloc
La vida en un bloc és una pel·lícula espanyola dirigida per Luis Lucia Mingarro estrenada l'1 d'abril de 1956, basada en l'obra homònima de Carlos Llopis.

## Argument
L'acció transcorre en un petit poble espanyol de Zamora el metge del qual, Nicomedes Gutiérrez, home metòdic i meticulós, té el costum d'apuntar en un bloc tot el que esdevé en la seva vida. Pretén casar-se amb Gerarda, la mestra del poble, encara que abans de passar per l'altar decideix viure una aventura sentimental. Aquesta experiència li farà replantejar-se moltes coses sobre la seva pròpia vida.

## Repartiment
- Alberto Closas	...	Dr. Nicomedes Gutiérrez
- Elisa Montés	...	Gerarda - la mestra
- Mary Lamar	...	Olegaria / Margot
- Encarnita Fuentes	...	Pili
- Marta Mandel	...	Miss Fanny
- Julia Caba Alba	...	Rafaela - mare de Pili
- José Luis Ozores	...	Pepe
- Raúl Cancio...	Ernesto - amigote
- Manuel Bermúdez 'Boliche' ...	Abelardo
- Joaquín Roa...	Melquiades, brigada de la guàrdia civil
- José Franco 	...	Germán - pare de Pili
- Irene Caba Alba...	María - la sirvienta
- Josefina Serratosa...	Herminia - dona de Melquiades
- José Luis López Vázquez	...	Mago Roberto

## Premis
Albert Closas i Lluró fou guardonat amb el premi al millor actor als Premis del Sindicat Nacional de l'Espectacle de 1956 mentre que Elisa Montés va rebre el premi a la millor actriu a la Setmana Internacional de Cinema Religiós de Valladolid de 1956.